# Brueelia domestica
Brueelia domestica is een dierluis uit de familie Philopteridae. De soort parasiteert vooral op vogels, zoals de boerenzwaluw (Hirundo rustica).